# Familia León
Familia León är en ort i Mexiko.   Den ligger i kommunen Mexicali och delstaten Baja California, i den nordvästra delen av landet, 2 100 km nordväst om huvudstaden Mexico City. Familia León ligger 22 meter över havet och antalet invånare är 101.
Terrängen runt Familia León är mycket platt. Runt Familia León är det glesbefolkat, med 19 invånare per kvadratkilometer. Närmaste större samhälle är San Luis Río Colorado, 15,6 km sydost om Familia León. Trakten runt Familia León består till största delen av jordbruksmark.